# Estação Old Mill
Old Mill é uma estação do metrô de Toronto, localizada na linha Bloor-Danforth. Localiza-se no cruzamento da Bloor Street com a Old Mill Terrace/Humber Boulevard. Old Mill não possui um terminal de ônibus integrado, e passageiros da 66 Prince Edward, a única linha de superfície do Toronto Transit Commission que conecta-se com a estação, precisam de um transfer para poderem transferirem-se da linha de superfície para o metrô e vice-versa. O nome da estação provém da Old Mill Terrace, um antigo hotel localizado próximo a estação. A estação localiza-se a oeste do Rio Humber, onde a linha Bloor-Danforth cruza o rio via uma ponte.